# 哈皮瓦利 (加利福尼亞州沙斯塔縣)
哈皮瓦利（英語：Happy Valley）是位於美國加利福尼亞州沙斯塔縣的一個非建制地區。該地的面積和人口皆未知。

## 地理
哈皮瓦利的座標為40°24′56″N 122°32′04″W / 40.41556°N 122.53444°W，而該地的平均海拔高度為259米（即850英尺）。